# Sicilske večernice
Sicilske večernice (italijansko Vespri siciliani, sicilsko Vespiri siciliani) so bile upor, ki je izbruhnil v Palermu med večernicami na velikonočni ponedeljek leta 1282 proti oblasti v Franciji rojenega Karla I. Anžujskega, od leta 1266 kralja Sicililskega kraljestva. Cilj upora je bil izgon Anžujcev, ki so jih Sicilci imeli za tuje izkoriščevalce in zatiralce.  Upor se je iz Palerma razširil na celo Sicilijo in dosegel izgon francoskih  oblastnikov. V šestih tednih upora je bilo ubitih približno 4.000 Francozov.
Upor je bil uvod v tako imenovane večerniške vojne med Aragonci in Anžujci za nadzor nad Sicilijo in Sredozemljem, ki so se končale z Avignonskim sporazumom, podpisnim 20. avgusta 1372.

## Zgodovinski okvir
Po smrti cesarja Konrada IV. leta 1254, porazu zadnjega sicilskega kralja Manfreda Sicilskega v Beneventu leta 1266 in obglavljenju njegovega naslednika Konradina 29. oktobra 1268 je na Siciliji zavladal Francoz Karel I. Anžujski. Papež Klemen IV. ga je že 6. januarja 1266 kronal za sicilskega kralja v upanju, da bo na ta način razširil svoj vpliv na južno Italijo. Zavedal se je, da bodo Anžujci nadaljevali agresivno ekspanzionistično politiko. Z osvojitvijo juga Italije so se namreč Karlovi cilji usmerili na vzhod proti obnovljenemu Bizantinskemu cesarstvu.
Na Siciliji so postale razmere še posebej kritične zaradi splošnega zmanjšanja svoboščin lokalnega plemstva in zatiralske fiskalne politike. Sicilja, ki je bil od nekdaj zvesta švabska trdnjava, se je Karlu po Konradinovi smrti nekaj let upirala, zdaj pa je postala tarča Karlovega maščevanja. Anžujci so bili neobčutljivi na vse zahteve po znižanju pretirano visokih davkov in hkrati izvajali uzurpacije, zlorabe in nasilje. Dante jih je v svoji Božanski komediji umestil v osmi krog pekla.
Sicilski plemiči, zlasti diplomat Giovanni da Procida, so svojo odrešitev videli v bizantinskem cesarju Mihaelu VIII. Paleologu, zagrizenem nasprotniku Karla I., papežu Nikolaju III., ki se je pokazal nekaj volje za posredovanje, in Petru III. Aragonskem. Mihael, ki je bil na Balkanu v vojni s Karlom I., je poskušal po diplomatski poti odvrniti Karla od njegovih osvajalskih načrtov. Med papeževanjem Nikolaja III. je Mihael VIII. z njegovim posredovanjem sklenil zavezništvo s Petrom III. Aragonskim. Aragonski kralj naj bi napadel Sicilijo in prevzel oblast, kot jo je Karel  leta 1266. Bizantinski cesar naj bi mu zagotovil sredstva za izgradnjo ladjevja.
Aragonski kralj je bil za osvojitev Sicilije zainteresiran tudi zato,  ker je bila njegova žena Konstanca hčerka zadnjega sicilskega kralja Manfreda in nečakinja svetega rimskega cesarja Friderika II.  Hohenstaufena in zato edina zakonita naslednica sicilske krone. Peter III. se je takrat vojskoval tudi na Iberskem polotoku, katerega del so še vedno posedovali Arabci. Konec leta 1280 je papež Nikolaja III. umrl, hkrati pa se je začela vojna Mihaela VIII. s koalicijo Benečanov in Anžujcev. Sicilski baroni so zato prelomili dogovor in preložili začetek upora, ker je njihov edini zaveznik ostal Peter Aragonski. 
Za Nikolajevega naslednika je bil izvoljen v Franciji rojeni papež Martin IV., ki je bil na Karlovi strani in zato neobčutljiv za probleme na Siciliji. Medtem so bizantinski in aragonski agenti, plačani predvsem z bizantinskim denarjem, spodbujali Sicilijance k uporu.
V nestabilnem političnem prizorišču v poznem 13. stoletju se je upor na Siciliji prepletel s papeškim nasprotovanjem neustavljivi rasti moči njihovih vazalov Anžujcev, kar je sprožilo resen mednarodni konflikt na Sredozemlju. Na eni strani so bili Karel I. Anžujski, ki so ga podpirali  francoski kralj Filip III. in firenški gvelfi, in papeštvo, na drugi pa Peter III. Aragonski, ki so ga podpirali Mihael VIII. Paleolog, Rudolf Habsburški, angleški kralj Edvard I., del genovskih gibelinov, grof Guido da Montefeltro, Alfonz X. Kastiljski in na tiho republiki Benetke in Pisa.

## Upor
Dogodki, ki so bili neposreden povod za  upor, niso znani.
Po Stevenu Runcimanu je večerno molitev zmotila skupina francoskih častnikov, ki je začela v cerkvi popivati. Narednik Drouet je začel nadlegovati mlado poročeno žensko, zato ga je njen mož ubil. Ko so Francozi poskušali poklicati pomoč, je besna množica vse ubila.
Po Leonardu Bruniju (1416) so prebivalci Palerma praznovali izven mesta.  Na praznovanje so prišli francoski vojaki iskat orožje. Med iskanjem so otipavali ženske, zato so jih domačini napadli s kamenjem in orožjem in vse pobili.  
Tretji opis dogodkov, ki se je ohranil v ljudskem izročilu, se samo v podrobnostih razlikuje od Runcimanovega. Po legendi je bil vodilna osebnost upora Ivan Procida, ki je bil verjetno povezan z Mihaelom VIII. Paleologom in Petrom III. Aragonskim. Papež Martin IV. je leta 1282 vse tri izobčil.

## Takojšne posledice
Po izvolitvi voditeljev v Palermu so začeli glasniki po otoku širiti novico in organizirati upor še preden bi Francozi organizirali protiudar. V štirinajstih dneh so uporniki nadzirali večino otoka, v šestih tednih pa cel otok razen dobro utrjene Messine, katere vodilna družina Riso je ostala zvesta Karlu. 28. aprila je tudi v Messini izbruhnil upor pod poveljstvom ljudskega voditelja Alaima da Lentinija. Prvo in najpomembnejše dejanje upornikov je bil požig Karlovega ladjevja v mesinskem pristanišču. Ko je Karel izvedel za uničenje ladjevja, je baje vzkliknil: "Gospod Bog, če nameravaš uničiti mojo srečo, naj se to zgodi  v majhnih korakih".
Karlov vikar Herbert in njegova družina so se umaknili na varno v grad Mategriffon in po pogajanjih z uporniki dobili dovoljenje za varen odhod pod pogojem, da se nikoli ne vrnejo.  Po vzpostavitvi reda v mestu so se meščani razglasili za svobodno komuno, odgovorno samo papežu, in izvolili voditelje. Eden od njih je bil Bartolomeo iz Neocastra, ki je imel pomembno vlogo v kasnejših dogodkih. Pomemben in včasih protisloven vir podatkov o uporu je  kronika  Historia Sicula (Zgodovina Sicilije).
Naslednje pomembno dejanje upornikov je bilo obvestilo Mihaelu VIII. Paleologu preko genovskega trgovca Alafranca Cassana, da je njegov nasprotnik Karel onesposobljen. Šele zatem so uporniki poslali delegacijo k papežu Martinu s prošnjo, da vsa mesta prizna za samostojne komune pod izključno suverenostjo cerkve. Otočani so upali, da bodo dobili status, podoben statusu Benetk, Genove, Pise in drugih italijanskih mest, ki so imela samoupravo in bila moralno odgovorna izključno papežu.  Francoski papež je bil trdno na Karlovi strani in otočanom ukazal, da priznajo Karla I. za svojega zakonitega kralja.
Papež je podcenil sovraštvo Sicilcev do Francozov, zlasti do Karla, ki je vladal iz Neaplja in ne iz Palerma, iz katerega bi lahko videl, kakšno gorje povzročajo njegovi uradniki. Kralj ni videl strahospoštovanja, posilstev, tatvin in umorov niti visokih davkov, ki so jih odmerjali malim posestnikom in kmetom, zaradi katerih so obubožali.

## Intervencija Aragoncev
Po papeževi zavrnitvi prošnje upornikov, naj dovoli status svobodnih občin, so Sicilijanci poslali po Petra III. Aragonskega, katerega žena Konstanca je bila hči sicilskega kralja Manfreda, pravnukinja svetega rimskega cesarja Henrika VI. in edina še živa naslednica svetega rimskega cesarja Friderika II., ki je bila na svobodi in je lahko uveljavljala svoje pravice. Peter III. je za svojo soprogo zahteval celo Sicilsko kraljestvo.
Peter III. je že pred večernicami zgradil in opremil vojno ladjevje. Na papeževo vprašanje, čemu bo služila tako velika flota, je odgovoril, da vojni proti muslimanom v severni Afriki. Ko je Peter dobil prošnjo sicilskih upornikov za pomoč, je bil v Tunisu, samo dvesto milj daleč od Sicilija. Na začetku je hlinil, da ga prošnja ne zanima, po nekaj dneh pa se je odločil, da bo upor izkoristil v svoj prid. Ladjevju je ukazal, naj odpluje proti Siciliji. 30. avgusta 1282 je pristalo v Trapaniju.  Kopenska vojska se je izkrcala in krenila proti Palermu,  ladje pa so jo spremljale po morju. S Petrovo intervencijo se je upor spremenil v evropsko vojno. Ko je Peter prišel v Palermo, so meščani v tem videli samo zamenjavo tujega kralja s tujim kraljem, ko jim je papež ukazal, naj za kralja priznajo Karla I., pa so Petra vzeli za svojega. Peter jim je obljubil vrnitev vseh pravic, ki so jih imeli pod normanskim kraljem Viljemom II. Sicilskim. 4. septembra 1282 je bil s soglasjem prebivalcev  v palermski katedrali kronan za Petra I. Sicilskega.
Na Karlov protinapad s papeževim blagoslovom ni bilo treba dolgo čakati. Njegova flota je blokirala mesinsko pristanišče. Kopenska vojska se je nekajkrat poskušala izkrcati na kopno, vendar je bila vedno odbita.

## Komentar Mihaela VIII. Paleologa
Več let kasneje je Mihael VIII. v svoji avtobiografiji zapisal: »Če bi smel trditi, da je Božja volja Sicilijancem prinesla svobodo, bi to bilo zgolj navajanje resnice«.
Runciman ugotavlja, da so se ponosni prebivalci Sicilije z bizantinskim zlatom ali brez njega sami borili proti oboroženemu zatiralcu in nazadnje zrušili Karlovo cesarstvo. .